# Polysarcodes
Polysarcodes is een vliegengeslacht uit de familie van de roofvliegen (Asilidae).

## Soorten
- P. moestes Paramonov, 1937